# Mysidia enjebetta
Mysidia enjebetta är en insektsart som beskrevs av Broomfield 1985. Mysidia enjebetta ingår i släktet Mysidia och familjen Derbidae. Inga underarter finns listade i Catalogue of Life.